# Labateca
Labateca – miasto w Kolumbii, w departamencie Norte de Santander.